# Tekken: Blood Vengeance
Pour plus de détails, voir Fiche technique et Distribution.
Tekken: Blood Vengeance (鉄拳 ブラッド・ベンジェンス, Tekken Buraddo Benjensu) est un film d'animation japonais dérivé de la série de jeux vidéo Tekken, réalisé par Yōichi Mori et sorti en 2011 en France.

## Synopsis
L'histoire se déroule entre les jeux Tekken 5 et Tekken 6.
Anna Williams tend un piège à sa sœur, Nina Williams, pour lui coller un traqueur afin d'obtenir des informations sur le nouveau directeur de la Mishima Zaibatsu et employeur de Nina, Jin Kazama. Anna travaille quant à elle pour Kazuya Mishima, père de Jin et directeur de la G Corporation. Les deux organisations recherchent Shin Kamiya, un étudiant, et Anna pense pouvoir forcer Ling Xiaoyu, une étudiante amie de longue date de Jin, de trouver et espionner Kamiya, pendant que Jin envoie le cyborg Alisa Boskonovitch.
Xiaoyu et Alisa deviennent rivales, mais après avoir découvert leurs doubles jeux respectifs, elles doivent cependant s'allier quand Shin est enlevé et finissent par devenir amies. Xiaoyu découvre aussi la nature d'Alisa mais reste persuadée qu'elle a des qualités humaines. Les deux amies, poursuivies par les forces de la G Corporation, se réfugient dans le manoir de Lee Chaolan, un de leurs professeurs.
Xiaoyu et Alisa finissent par découvrir les raisons de la traque de Shin : il est le seul survivant d'expériences génétiques pour l'étude du gène M, ce qui intéresse la famille Mishima pour obtenir l'immortalité. Jin et Kazuya découvrent que tout a été planifié en secret par Heihachi Mishima, réfugié dans un ancien temple, qui tue Shin avant d'engager le combat avec Jin et Kazuya. Jin prend le dessus avec ses pouvoirs démoniaques, mais Heihachi utilise les esprits du Mokujin retenus dans le temple. Jin, grâce à l'aide d'une Alisa gravement endommagée, parvient toutefois à libérer l'esprit et vaincre son grand-père. Jin part après avoir averti Xiaoyu qu'un grand combat l'attend.
Quelques mois plus tard, Xiaoyu envisage avec Alisa, réparée, de s'inscrire au prochain King of Iron Fist Tournament.

## Fiche technique
- Titre original : 鉄拳 ブラッド・ベンジェンス (Tekken Buraddo Benjensu?)
- Titre : Tekken: Blood Vengeance
- Réalisateur : Yōichi Mori
- Producteur : Yoshinari Mizushima
- Scénario : Dai Satō
- Musique : Hitoshi Sakimoto et Basiscape[1],[2]
- Sociétés de production : Digital Frontier, Bandai Namco Games, Namco Pictures
- Pays :  Japon
- Langue : Japonais
- Durée : 92 minutes[3]
- Date de sortie : 2011

## Distribution
| Personnage         | Doublage           | Doublage              |
| Personnage         | Japonais           | Français              |
| ------------------ | ------------------ | --------------------- |
| Ling Xiaoyu        | Māya Sakamoto      | Marie Nonnenmacher    |
| Alisa Boskonovitch | Yuki Matsuoka      | Isabelle Volpe        |
| Shin Kamiya        | Mamoru Miyano      | Tony Marot            |
| Kazuya Mishima     | Masanori Shinohara | Philippe Roullier     |
| Jin Kazama         | Isshin Chiba       | Emmanuel Rausenberger |
| Nina Williams      | Atsuko Tanaka      | Laurence Crouzet      |
| Anna Williams      | Akeno Watanabe     | Virginie Ledieu       |
| Panda              | Taketora           | NC                    |
| Lee Chaolan        | Ryōtarō Okiayu     | Stéphane Ronchewski   |
| Ganryu             | Hidenari Ugaki     | Frédéric Souterelle   |
| Heihachi Mishima   | Unshō Ishizuka     | François Siener       |
| Mokujin            | Keiko Nemoto       | Olivia Dutron         |